# Langues germaniques occidentales
Les langues germaniques occidentales (ou rameau westique) forment la plus grande des trois branches de la famille des langues germaniques, incluant notamment l'allemand, l'anglais et le néerlandais, ainsi que l’afrikaans, les langues frisonnes et le yiddish.

## Histoire

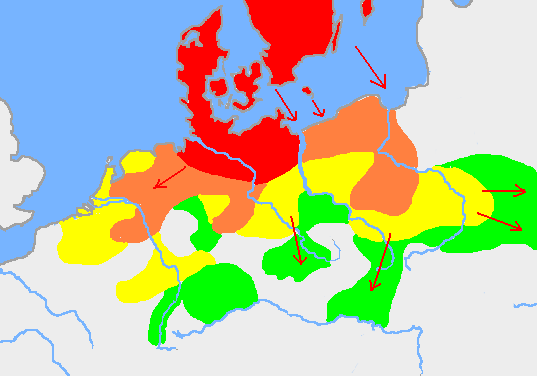
Expansion des tribus germaniques, de 750 av. J.-C. à 1 ap. J.-C. :
Installation avant 750 av. J.-C.
Installation avant 500 av. J.-C.
Installation avant 250 av. J.-C.
Installation avant 1 ap. J.-C.

### Origines et caractéristiques
La théorie ethnolinguistique (Stammbaumtheorie (de)) d'August Schleicher divise les langues germaniques en trois groupes : les langues germaniques occidentales, orientales et septentrionales. Leurs relations exactes sont difficiles à déterminer du fait, entre autres, des indices épars fournis par les inscriptions runiques ; de plus, demeurant mutuellement intelligibles tout au long des Grandes invasions, certaines variétés individuelles ne sont pas aisées à classer. Les dialectes dont les caractéristiques définissent la branche occidentale sont nés du proto-germanique à la fin de la culture de Jastorf (vers le Ier siècle av. J.-C.). Le groupe germanique occidental est caractérisé par plusieurs innovations phonologiques et morphologiques absentes des autres groupes, telles que :
- la perte du w après ng ;
- la gémination des consonnes (r excepté) avant le /j/ ;
- le remplacement de la désinence -t par -i à la seconde personne du singulier au prétérit ;
- l’apparition des formes brèves des verbes être debout et aller (allemand stehen et gehen, néerlandais staan et gaan contre le vieux norrois standa et ganga) ;
- le développement du gérondif.

Cependant, de nombreux linguistes doutent de l’existence d’un ancêtre commun aux langues germaniques occidentales plus récent que le proto-germanique, c’est-à-dire d'un « proto-germanique occidental ». Ainsi, certains pensent qu’après la séparation du groupe oriental, les langues germaniques restantes se sont divisées en quatre dialectes principaux : le germanique septentrional et trois autres groupes, appelés collectivement « germanique occidental » :
1. le germanique de la mer du Nord, ou ingvaeonique, ancêtre de l’anglo-frison et du bas allemand ;
2. le germanique de l’Elbe, ancêtre du haut allemand ;
3. le germanique de la Weser et du Rhin, ancêtre du francique et du néerlandais.

Les preuves de cette théorie viennent de plusieurs innovations linguistiques que l'on retrouve à la fois dans les langues germaniques septentrionales et occidentales, dont :
- la mutation du ǣ proto-germanique vers ā[4] ;
- le développement de l’umlaut ;
- le rhotacisme du z vers le r ;
- le développement du pronom démonstratif à l’origine du this anglais.

De ce point de vue, selon la théorie des vagues et en contradiction avec la théorie ethnolinguistique (Stammbaumtheorie (de)) d'August Schleicher, les propriétés communes des langues germaniques occidentales ne proviennent pas d’un « proto-germanique occidental » originel, mais sont plutôt issues des contacts que les peuples germaniques ont eu entre eux en Europe centrale et desquels les peuples scandinaves ont été privés. Néanmoins, il a été argumenté que, d’après leur syntaxe quasi identique, les langues germaniques occidentales étaient, au début du moins, suffisamment proches pour être mutuellement compréhensibles.

### Moyen Âge
Durant le Moyen Âge, les langues germaniques occidentales se retrouvèrent divisées du fait du développement insulaire du moyen anglais d’une part, et de la seconde mutation consonantique sur le continent d’autre part. La seconde mutation consonantique sépara le haut allemand des autres langues germaniques occidentales. Au début des temps modernes, une grande variété de dialectes existait entre le haut alémanique au sud (le haut-valaisan étant le dialecte germanique vivant le plus méridional) et le bas saxon septentrional au nord. Bien que ces deux extrêmes soient considérés comme des dialectes germaniques, ils ne sont pas mutuellement intelligibles. En effet, au contraire des dialectes du sud, ceux du nord n’ont pas été affectés par la seconde mutation consonantique.
Parmi les variantes de l’allemand moderne, le bas allemand est le plus proche de l’anglais moderne. Le district d’Angeln, qui a donné son nom à l’Angleterre, se situe à l’extrême nord de l’Allemagne, près de la frontière danoise et de la mer Baltique. Au sud de l’Angeln se trouve la région où les Saxons vivaient (aujourd’hui incluse dans le Schleswig-Holstein et la Basse-Saxe). Les Anglo-Saxons, deux tribus germaniques, étaient un mélange de nombreux peuples du nord de l’Allemagne et de la péninsule du Jutland.

## Liste et classification

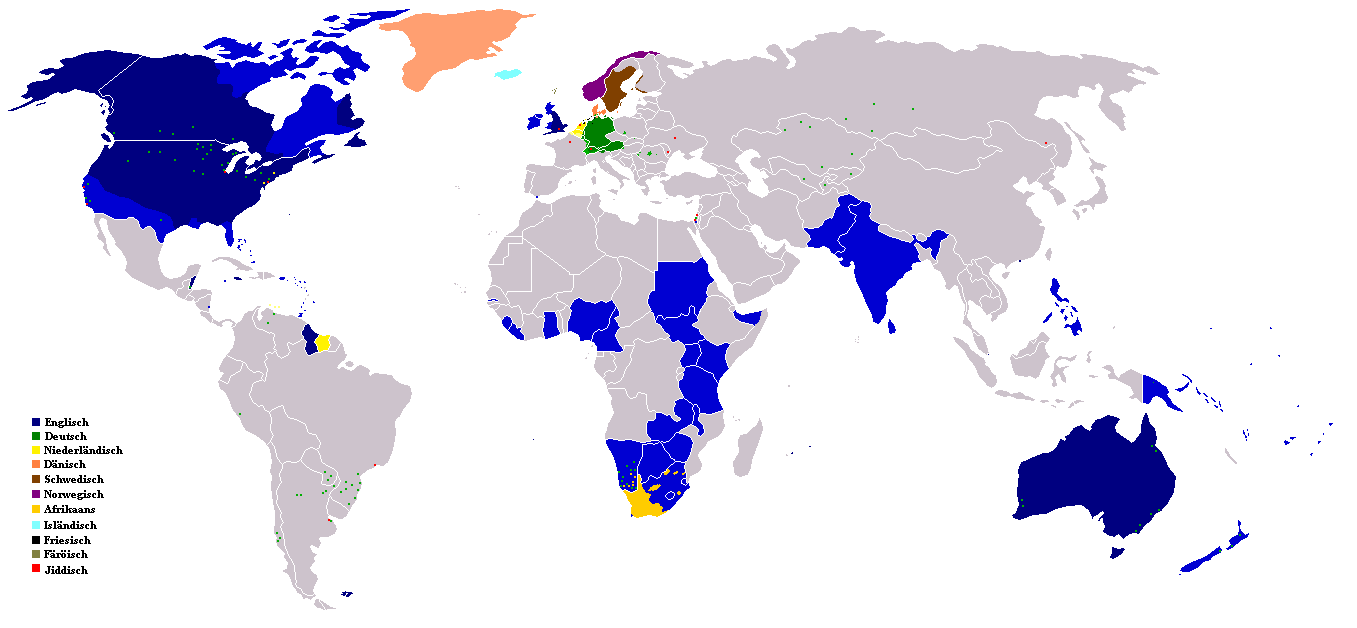
Étendue des langues germaniques dans le monde. Parmi celles représentées, les langues germaniques occidentales comprennent l'anglais (bleu), l'allemand (vert), le néerlandais (jaune), l'afrikaans (ocre), le frison (noir), et le yidiche (rouge).

Les divisions entre sous familles des langues germaniques occidentales sont rarement précisément définies et forment plutôt des continua linguistiques, les dialectes adjacents étant inter-compréhensibles au contraire des dialectes plus distants.
- Langues anglo-frisonnes
  - Groupe anglo-saxon
    - Anglais
    - Scots
    - Yola (dialecte de Forth et Bargy) et fingalien (éteints)

  - Langues frisonnes
    - Frison occidental
    - Frison oriental
    - Frison septentrional
- Langues germano-néerlandaises
  - Bas allemand
    - Bas saxon (ou bas allemand occidental)
      - Bas saxon septentrional
      - Westphalien
      - Ostphalien

    - Bas allemand oriental

  - Bas francique
    - Limbourgeois
    - Néerlandais
      - Afrikaans

  - Haut allemand
    - Allemand
    - Yiddish
    - Moyen allemand
      - Moyen allemand occidental
        - Moyen francique
          - Francique mosellan (luxembourgeois)
          - Francique ripuaire

        - Francique rhénan
          - Allemand de Pennsylvanie

      - Moyen allemand oriental

    - Allemand supérieur
      - Alémanique
      - Bavarois
      - Francique méridional
      - Francique oriental

## Comparaison
Le tableau suivante montre les relations qui unissent les principales langues germaniques occidentales (anglais, néerlandais et haut allemand) à l’aide des mots issus des racines proto-germaniques *se/*þe, *hwa, et *he. (Ces racines sont en réalité des simplifications de trois ensembles de racines de formes similaires, partageant la même consonne initiale ou alternant entre deux consonnes dans le cas de *se/*þe.)
| Description          | Description       | Anglais    | Anglais  | Anglais | Néerlandais | Néerlandais | Néerlandais | Allemand     | Allemand | Allemand |  |
| Description          | Description       | De *Se/*þe | De *Hwa  | De *He  | De *Se/*þe  | De *Hwa     | De *He      | De *Se/*þe   | De *Hwa  | De *He   |  |
| -------------------- | ----------------- | ---------- | -------- | ------- | ----------- | ----------- | ----------- | ------------ | -------- | -------- |  |
| Nominatif            | Masc.             | the        | who      | he      | de          | wie         | hij, ie     | der          | wer      | er       |  |
| Nominatif            | Neutre            | that       | what     | it      | dat         | wat         | het         | das          | was      | es       |  |
| Nominatif            | Fém.              | she        | (who)    | hoo     | zij, ze     | (wie)       |             | sie, die     | (wer)    |          |  |
| Nominatif            | Pluriel           | they       | (who)    |         | zij, ze     | (wie)       |             | sie, die     | (wer)    |          |  |
| Démonstratif         | Démonstratif      | this       |          |         | dit, deze   |             |             | dies-        |          |          |  |
| Adverbial/Nominal    | Adverbial/Nominal | so, thus   | while    |         | zo, dus     | wijl        |             | so           | Weile    |          |  |
| Relatif              | Relatif           | such       | which    | each    | zulk        | welke       | elk         | solch-       | welch-   | elch-    |  |
| Duel                 | Duel              |            | whether  |         |             |             |             |              | weder    |          |  |
| Description          | Description       | Anglais    | Anglais  | Anglais | Néerlandais | Néerlandais | Néerlandais | Allemand     | Allemand | Allemand |  |
| Datif                | Masc./Neut.       |            | whom     | him     |             |             | hem         | dem          | wem      | ihm      |  |
| Datif                | Fém.              |            | (whom)   | her     |             |             | haar        | der          | (wem)    | ihr      |  |
| Datif                | Pluriel           | them       | (whom)   | 'em     |             |             | hen/hun     | den          | (wem)    | ihnen    |  |
| Génitif              | Masc./Neut.       |            | whose    | his     |             | wiens       |             | des(sen)     | wessen   |          |  |
| Génitif              | Fem./Plural       | their      |          | her     |             | wier        | haar        | der(en)      |          | ihr-     |  |
| Locatif              | Locatif           | there      | where    | here    | daar        | waar        | hier        | da, dar-     | wo, war- | hier     |  |
| Allatif              | Allatif           | thither    | whither  | hither  | der         |             | her         |              |          | her      |  |
| Ablatif              | Ablatif           | thence     | whence   | hence   |             |             |             | (von) dannen |          |          |  |
| Instrumental         | Instrumental      |            | why, how |         |             | hoe         |             |              | wie      |          |  |
| Temporel/ Conjonctif | I                 | then       | when     |         | dan         | wanneer     |             | dann         | wann     |          |  |
| Temporel/ Conjonctif | II                | than       | (when)   |         | (dan)       | (wanneer)   |             | denn         | wenn     |          |  |
| Description          | Description       | De *Se/*þe | De *Hwa  | De *He  | De *Se/*þe  | De *Hwa     | De *He      | De *Se/*þe   | De *Hwa  | De *He   |  |
| Description          | Description       | Anglais    | Anglais  | Anglais | Néerlandais | Néerlandais | Néerlandais | Allemand     | Allemand | Allemand |  |

1. ↑  Moyen anglais / West Midlands English
2. ↑  Moyen haut-allemand